# (S)-2-idrossi-acido-grasso deidrogenasi
La (S)-2-idrossi-acido-grasso deidrogenasi è un enzima appartenente alla classe delle ossidoreduttasi, che catalizza la seguente reazione:
(S)-2-idrossistearato + NAD+ ⇄ 2-oxostearate + NADH + H+